# هیولای فلورانس
هیولای فلورانس (ایتالیایی: Il Mostro di Firenze) نامی است که معمولاً توسط رسانه‌های ایتالیایی برای یک قاتل سریالی ناشناس استفاده می‌شود که چهارده نفر را سلاخی کرد، او معمولاً زوج‌های جوانی که در جستجوی مکانی خلوت برای دیدار در مناطق جنگلی در استان فلورانس بین سال‌های ۱۹۷۴ تا ۱۹۸۵ به دیدار هم می‌رفتند را شکار می‌کرد.. یک قتل مضاعف هم احتمال در ۱۹۶۸ نیز به قتل هیولا در سال ۱۹۸۲ مرتبط بود
نیروهای قانونی مرتبط در طول چندین سال تحقیقات متعددی در مورد این پرونده‌ها انجام دادند. در سال ۲۰۰۰، دادگاه‌ها دو نفر را به خاطر چهار قتل مضاعف محکوم کردند. آنها متهم به عضویت در گروهی از قاتلان بودند که به " یاران تنقلات " (Comagni di merende) معروف شدند. قربانیان زوج‌های عاشق جوانی بودند که در حومه شهر در حومه فلورانس در هنگام ماه نو پارک یا کمپ زده بودند. در این قتل‌ها از سلاح‌های متعددی از جمله اسلحه برتا کالیبر ۲۲ و چاقو استفاده شد و در نیمی از موارد اعضای جنسی از بدن قربانیان زن جدا شد که به نظر می‌رسد خارج کردن آنها انگیزه قتل بوده‌است.

## قربانیان

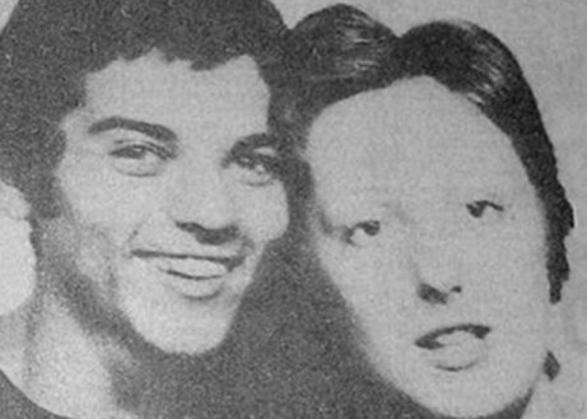
قربانیان Pasquale Gentilcore و Stefania Pettini

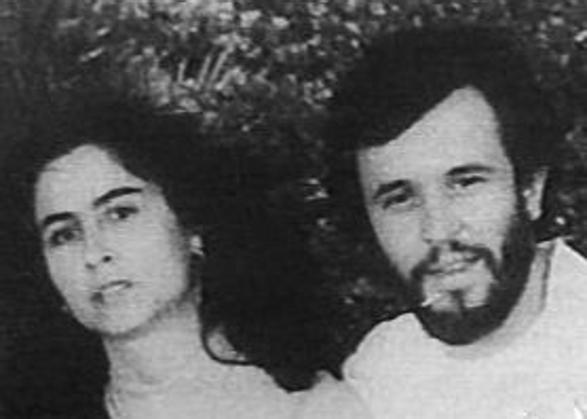
کارملا د نوچیو و جیوانی فوگی

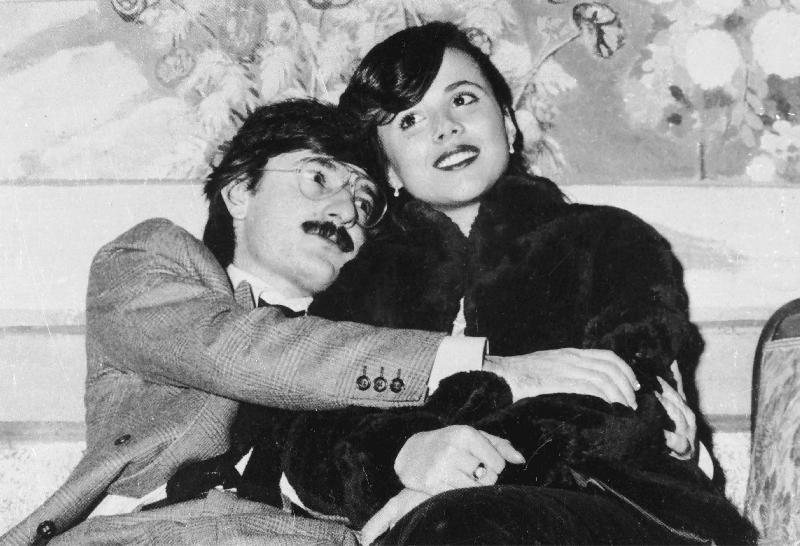
استفانو بالدی و سوزانا کامبی

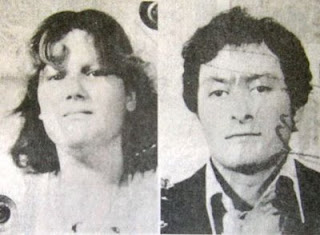
آنتونلا میلیورینی و پائولو مایناردی

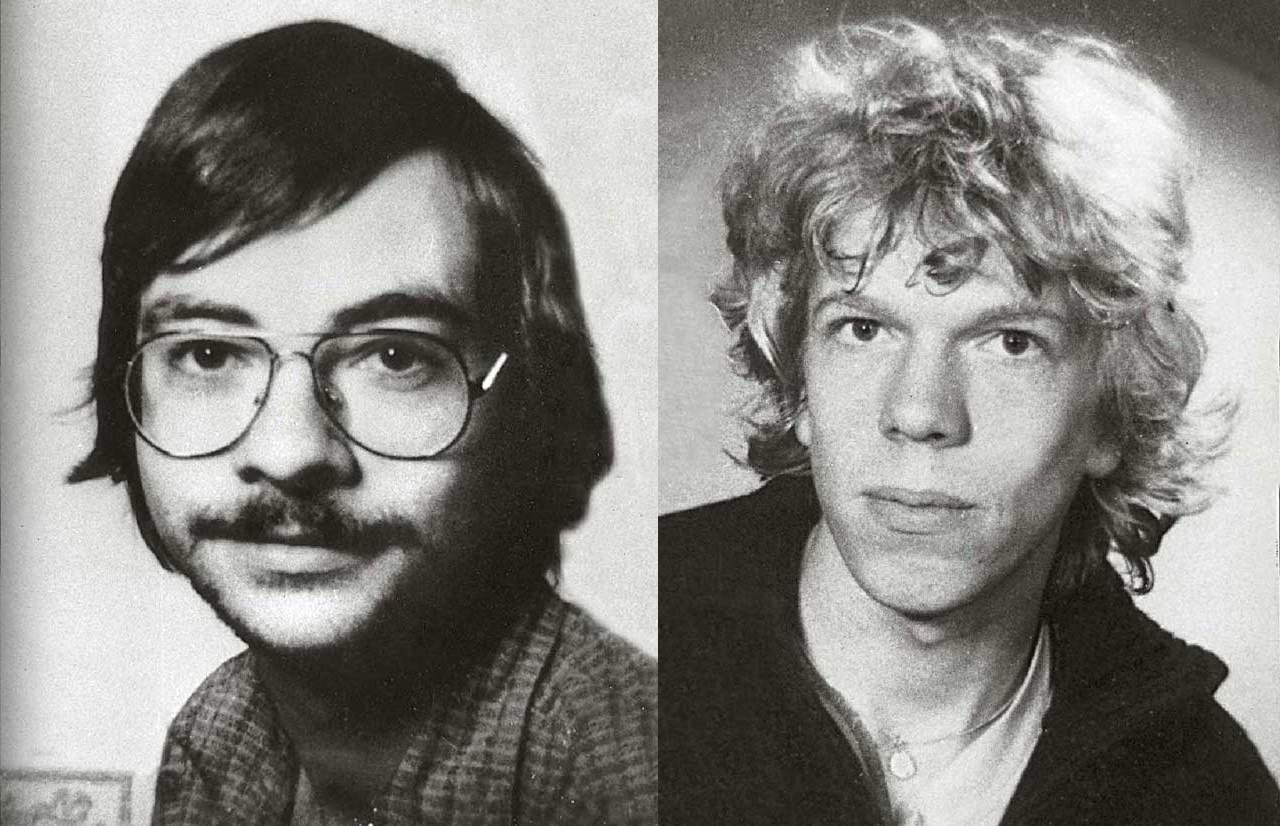
ویلهلم فردریش هورست مایر و ینس اووه روش

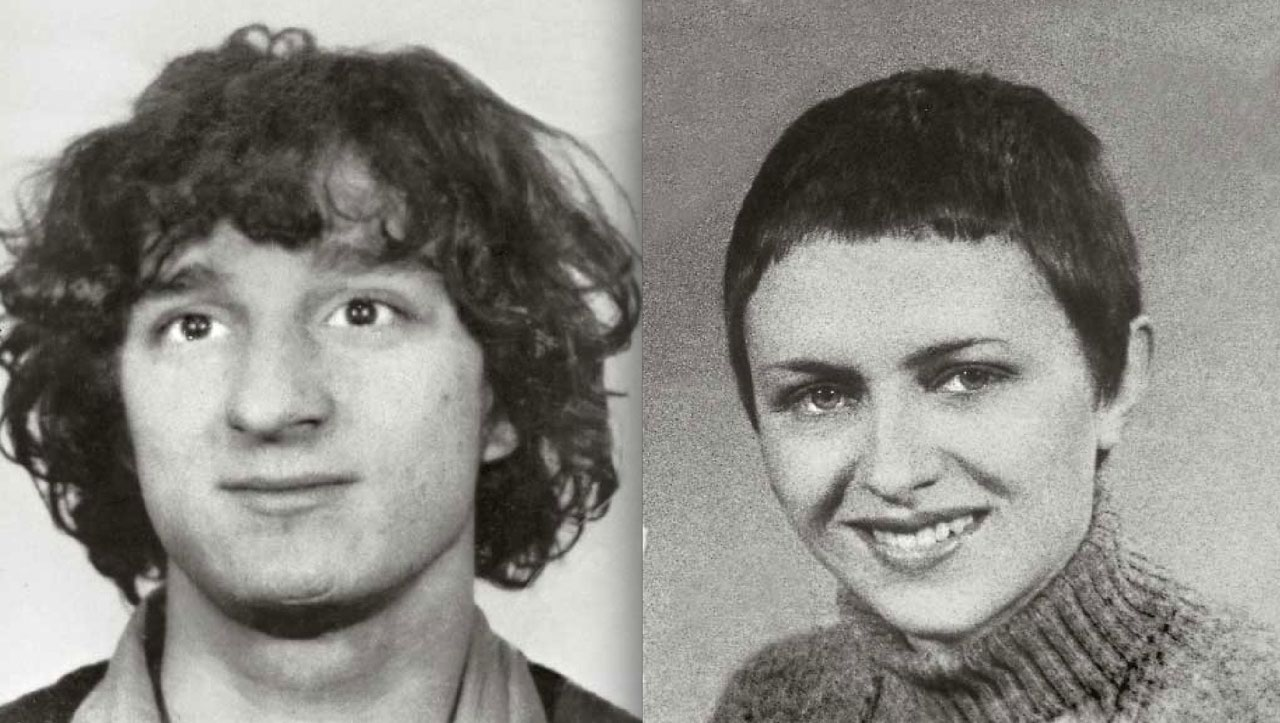
ژان میشل کراویشویلی و نادین موریو